# Sousedská
 (mars 2019).
Améliorez-le ou discutez des points à vérifier. 
La sousedská, ou sousedska (en français), est une danse de Bohême (Tchéquie) semi-lente, à trois temps. Son caractère est calme et ondoyant et on la danse habituellement en couple. Elle est à rapprocher du ländler des pays germanophones d'Europe centrale. Le mot signifie en tchèque « les voisins », et peut être traduit en « danse des voisins » ou « danse du voisin ».
Cette danse fut utilisée par de nombreux compositeurs tchèques, dont Antonín Dvořák et Josef Suk. Chez Dvořák, la sousedská est le 3e mouvement de sa suite tchèque, la 4e et 6e danse de son opus 46 et la 8e danse de son opus 72. Le n°2 de son opus 28 est aussi historiquement assimilé à une sousedska plutôt qu'à un menuet.
La dernière composition de Josef Suk est une sousedská pour une combinaison inhabituelle d'instruments. 

## Exemples d'œuvres contenant une sousedská
Dans les compositions :
- Antonín Dvořák : 
  - Menuet no 2, op. 28[2]
  - Suite tchèque, op. 39 (3e mouvemnet) ;
  - Danses slaves, op. 46 (no 4 et 6)[3];
  - Danses slaves op. 72 (no 8)[4];
- Josef Suk : Sousedska pour 5 violons, contrebasse, cymbales, triangle et percussions[1]
- Bedřich Smetana : Danses tchèques (no 9 du recueil II)
- Bohuslav Martinů : Sousedska pour piano (1910), H. 25, rassemblé dans H. 44